# Liste der Monuments historiques in Gumery
Die Liste der Monuments historiques in Gumery führt die Monuments historiques in der französischen Gemeinde Gumery auf.

## Liste der Objekte
| Bezeichnung                   | Beschreibung                                                  | Standort                       | Kennzeichnung | Schutzstatus | Datum | Bild |
| ----------------------------- | ------------------------------------------------------------- | ------------------------------ | ------------- | ------------ | ----- | ---- |
| Skulptur Christus in der Rast | Holz, farbig gefasst, 16. Jahrhundert                         | in der Kirche St-Sévère (Lage) | PM10003022    | Classé       | 2001  |      |
| Altarbaldachin                | Stoff, bestickt, 17. oder 18. Jahrhundert; Verbleib unbekannt | in der Kirche St-Sévère (Lage) | PM10000882    | Classé       | 1913  |      |